# Héctor García-Molina

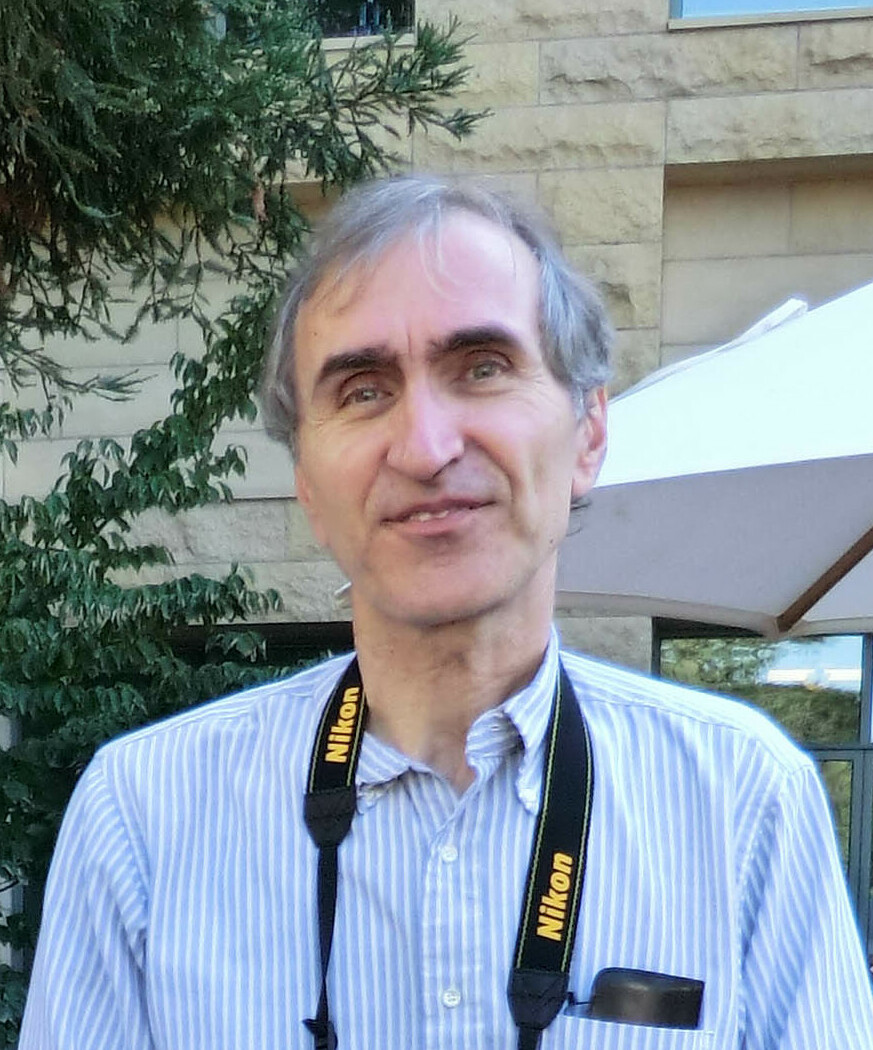
Héctor García-Molina (2011)

Héctor García-Molina (* 26. November 1953 in Monterrey, Mexiko; † 25. November 2019 bei Stanford, Kalifornien) war ein aus Mexiko stammender US-amerikanischer Informatiker und Professor an der Stanford University. Er befasste sich mit Datenbanken, Suche in Computernetzwerken und Digitalen Bibliotheken.
Garcia-Molina studierte Elektrotechnik am Instituto Tecnológico y de Estudios Superiores de Monterrey (ITESM) mit dem Bachelor-Abschluss 1974 und an der Stanford University mit dem Master-Abschluss 1975 und der Promotion in Informatik 1979 bei Gio Wiederholt (Performance of Update Algorithms for Replicated Data in a Distributed Database). Ab 1979 war er an der Princeton University, wo er Professor für Informatik wurde, bevor er 1992 Professor in Stanford wurde, an der er Leonard Bosack and Sandra Lerner Professor ist, 1994 bis 1997 Direktor des Computer Systems Laboratory war und 2001 bis 2004 der Informatik-Fakultät vorstand.
1994 bis 1998 war er Chefwissenschaftler des Stanford Digital Library Project, bei dem in dieser Zeit auch die Arbeiten für die Grundlagen der Google-Suchmaschine entstanden. 1997 bis 2001 war er im Beratungskomitee des US-Präsidenten für Informationstechnik. Ab 2001 war er im Vorstand (Board of Directors) von Oracle.
Er war Fellow der Association for Computing Machinery, der American Academy of Arts and Sciences und der National Academy of Engineering. 1999 erhielt er den ACM Sigmod Innovation Award. 2007 wurde er Ehrendoktor der ETH Zürich.

## Schriften
- mit Jeffrey D. Ullman, Jennifer D. Widom: Database System Implementation, Pearson 1999
- mit Jeffrey D. Ullman, Jennifer D. Widom: Database Systems: The Complete Book, Prentice Hall 2001, Pearson 2002
- mit Junghoo Cho: The Evolution of the Web and Implications for an Incremental Crawler, International Conference on Large Data Bases, Kairo 2000, S. 200–209
- mit Kenneth Salem: Disk Striping, IEEE ICDE, Los Angeles, 1986, S. 336–342
- mit K. Salem: Sagas, ACM Sigmod Record, 16, 1987, S. 249–259
- mit S. Chawathe, J. Hammer, K. Ireland, Yannis Papakonstantinou, Jeffrey Ullman, Jennifer Widom: The TSIMMIS project: Integration of heterogeneous information sources, 2002
- mit Yannis Papakonstantinou, Dallan Quass, Anand Rajaraman, Yehoshua Sagiv, Jeffrey Ullman, Vasilis Vassalos, Jennifer Widom: The TSIMMIS approach to mediation: Data models and languages, Journal of Intelligent Information Systems, 8, 1997, 117-132
- mit B. Yang: Improving Search in Peer-to-Peer Networks, Proc. 22. Int. Conf. Distributed Systems Computing, 2002, 5-14
- mit B. Yang: Designing a Super-Peer Network, Proc. 19. Int. Conf. Data Engineering, 2003, S. 49–60
- mit Larry Page, J. Cho: Effective crawling through URL ordering, Computer Networks and ISDN Systems, 30, 1998, 161-172
- mit S. D. Kamvar, M. T. Schlosser: The eigentrust algorithm for reputation management in p2p networks, Proc. 12. Int. Conf. WWW, 2003, 640-651
- mit Sergey Melnik, Erhard Rahm: Similarity flooding: A versatile graph matching algorithm and its application to schema matching, Proc. 18. Int. Conf. Data Engineering, 2002, S. 117–128
- mit O. Brandman, J. Cho, Narayanan Shivakumar: Crawler-friendly web servers, Proceedings of ACM SIGMETRICS Performance Evaluation Review, Volume 28, Heft 2, 2000 (Sitemaps-Protokoll)
- mit Zoltán Gyöngyi, Jan Pedersen, Combating Web Spam with TrustRank, Proceedings of the International Conference on Very Large Data Bases, Band 30, 2004, 576 (TrustRank)